# أرت ديكاتور
أرت ديكاتور (بالإنجليزية: Art Decatur)‏ هو لاعب كرة قاعدة أمريكي، ولد في 14 يناير 1894 في كليفلاند في الولايات المتحدة، وتوفي في 25 أبريل 1966 في تالاديغا في الولايات المتحدة.

## وصلات خارجية
- أرت ديكاتور على موقعبيزبول رفرنس.كوم (الدوري الرئيسي) (الإنجليزية)
- أرت ديكاتور على موقعبيزبول رفرنس.كوم (الدوري الثانوي) (الإنجليزية)